# Финн-Енотаевский, Александр Юльевич
Александр Юльевич Финн-Енотаевский (при рождении Абе Иоэлевич Фин; после того, как в 1896 году был сослан в Енотаевск, стал использовать псевдоним Енотаевский, который позже стал частью его фамилии; 1872, Ковно — 1943, Карагандинская область) — революционер, марксист, социал-демократ, экономист и литератор. Наиболее известная его работа — «Современное хозяйство России (1890—1910)» (1911).

## Биография
Родился в Ковно 10 (22) ноября 1872 года в еврейской семье. Его отец Йоэл Гиршевич Фин был банковским служащим; мать Райна-Брайна Гиршевна Фин (в девичестве Эдельман) — домохозяйкой.
Учился в гимназии в Николаеве, затем поступил на физико-математический факультет Императорского университета святого Владимира в Киеве, где специализировался на химии. Во время учёбы увлёкся марксизмом, в 1892 году вступил в Российскую социал-демократическую рабочую партию. В 1895 году, окончив университет, в нём не остался (по его собственным воспоминаниям, из-за того, что «увлёкся социальными науками»). В 1895 году поступил на медицинский факультет Московского университета.
Являясь студентом медицинского факультета Московского университета примкнул к социал-демократическому движению, создал и возглавил один из первых марксистских кружков в Москве. Вёл социал-демократическую пропаганду среди студентов. В 1895 году стал одним из организаторов Московского рабочего союза, объединившего разрозненные московские социал-демократические кружки в подобие единой организации.
В 1896 году был арестован по делу Московского рабочего союза и осуждён на два года ссылки в город Енотаевск (сейчас — село Енотаевка Астраханской области).

### В эмиграции
Из-за преследований полиции был вынужден уехать в эмиграцию в Швейцарию. Занимался социал-демократической работой в эмиграции.
В 1903—1914 годах примыкал к большевикам, плотно сотрудничал с Лениным за границей и в России. Участник II съезда РСДРП в 1903 г., примкнул к позиции большевиков. Участвовал в революции 1905 года, в Москве и в Петербурге. Сотрудничал в большевистских изданиях «Вестник жизни» в 1907 году и журнале «Просвещение» в 1912 году.
С началом Первой мировой войны перешёл на позиции защиты отечества, был заклеймён Лениным как оборонец и шовинист. Написал ряд работ по вопросам экономики, в которых, по оценке Ленина, извратил сущность марксизма.

### После 1917 года
После Октябрьской революции сотрудничал в газете социал-демократов-интернационалистов «Новая жизнь».
В 1931 году был осужден по делу контрреволюционной вредительской организации меньшевиков — вымышленного «Союзного бюро меньшевиков». 9 марта 1931 года Специальным судебным присутствием Верховного Суда СССР приговорён к 10 годам лишения свободы. После приговора А. Ю. Финн-Енотаевский сказал осуждённому с ним по тому же процессу М. Якубовичу: «Я не доживу до того времени, когда можно будет сказать правду о нашем процессе. Вы моложе всех, у вас больше, чем у всех остальных, шансов дожить до этого времени. Завещаю вам рассказать правду».
В 1931 году, уже после его ареста, вышел сборник «Против воинствующего меньшевизма (финн-енотаевщина)», представлявший собой собрание статей известных в то время экономистов-марксистов. В. М. Серебряков в предисловии к сборнику писал, что все научные построения Финн-Енотаевского пронизаны стремлением «показать жизнеспособность капитализма и невозможность социалистического строительства в СССР». М. И. Бортник назвал работы Финн-Енотаевского «социал-фашизмом в области теории». М. Эскин писал, что «в лице Финн-Енотаевского мы имеем заядлого меньшевика, которого воротит при одной мысли о диктатуре пролетариата».
В 1940 году был снова арестован, 1 июля 1941 года был осуждён на 8 лет лагерей за «антисоветскую агитацию». Согласно справке КГБ СССР от апреля 1991 года, Финн-Енотаевский скончался в Карлаге (Карагандинская область) 7 февраля 1943 года.
Реабилитирован 13 марта 1991 года Прокуратурой СССР.

## Образование
- Киевский Императорский университет святого Владимира
- Медицинский факультет Московского университета, не окончил.